# Подвинці
Подвинці (словен. Podvinci) — поселення в общині Птуй, Подравський регіон‎, Словенія.